# Station Hoogezand-Sappemeer
Station Hoogezand-Sappemeer is een spoorwegstation aan de spoorlijn Harlingen – Nieuweschans. Het station ligt enigszins ten oosten van het huidige centrum van Hoogezand. Het station wordt bediend door Arriva. Tegenwoordig bedient het station lijnen tussen Groningen en Veendam en van Groningen naar Weener (Duitsland); na herstel van de vernielde Friesenbrücke moet deze laatste verbinding vanaf 2025 (schatting maart 2023) weer doorrijden tot Leer. In de verdere toekomst wil men verder rijden naar Bremen met een sneltrein vanuit Groningen. De lijn naar Leer wordt gepromoot onder de naam Wiederline en is een samenwerkingsverband tussen Arriva als exploitant, de provincie Groningen en het LNVG.

## Geschiedenis
De spoorlijn Groningen – Nieuweschans is aangelegd in 1868 als onderdeel van Lijn B van de Staatsspoorwegen van Harlingen richting Duitsland.
In Hoogezand-Sappemeer werd een Standaardstation van de vernieuwde uitvoering derde klas gebouwd, dat als typeaanduiding Hoogezand kreeg. Het was vergelijkbaar met het station in Zuidbroek, dat nog wel bestaat (met Station Meppel als enige uit de serie). Het oorspronkelijke stationsgebouw in Hoogezand heeft dienstgedaan tot 1989, toen het ondanks plaatselijk protest door NS werd gesloopt. In de plaats daarvan kwam een modern, nieuw gebouw. Na sluiting van het loket is dit gebouwtje enige tijd verhuurd aan bedrijven. Tegenwoordig staat het leeg en is het ten prooi gevallen aan vandalisme.
Het seinhuis van Hoogezand-Sappemeer, dat stond bij de spoorwegovergang Kees de Haanstraat (Post T) even verderop, is in 1988 overgebracht naar Het Spoorwegmuseum in Utrecht, waar het nog te bewonderen is.

## Verbindingen
| Serie            | Treinsoort         | Route                                                                                                 | Bijzonderheden |
| ---------------- | ------------------ | --- | --- |
| 20100 RS 6 RB 57 | Stoptrein (Arriva) | Groningen – Hoogezand-Sappemeer – Zuidbroek – Bad Nieuweschans – Weener – ‒ Leer                      | Ook wel Wiederline genoemd. Vanwege brugschade geen treinverkeer mogelijk tussen Weener en Leer. Op dit traject rijdt lijnbus 620 van Weser-Ems Bus. Er rijden ook Arrivabussen tussen Groningen en Leer v.v. |
| 37500 RS 6       | Stoptrein (Arriva) | Groningen – Hoogezand-Sappemeer – Zuidbroek – Winschoten – Bad Nieuweschans                           | Rijdt alleen op zondag. |
| 37600 RS 4       | Stoptrein (Arriva) | Eemshaven – Roodeschool – Groningen – Hoogezand-Sappemeer – Zuidbroek – Winschoten – Bad Nieuweschans | Voor 6:30 uur en na 21:00 uur wordt niet gereden tussen Eemshaven en Roodeschool. Rijdt op zondag niet tussen Groningen en Bad Nieuweschans. Dit trajectdeel wordt dan gereden door treinserie 37500.         |
| 37800 RS 7       | Stoptrein (Arriva) | Delfzijl – Groningen – Hoogezand-Sappemeer – Zuidbroek – Veendam                                      | Op zondag wordt één keer per uur gereden tussen Groningen en Veendam. Tussen Delfzijl en Groningen rijdt dan stoptrein 37700.                                                                                 |

## Afbeeldingen

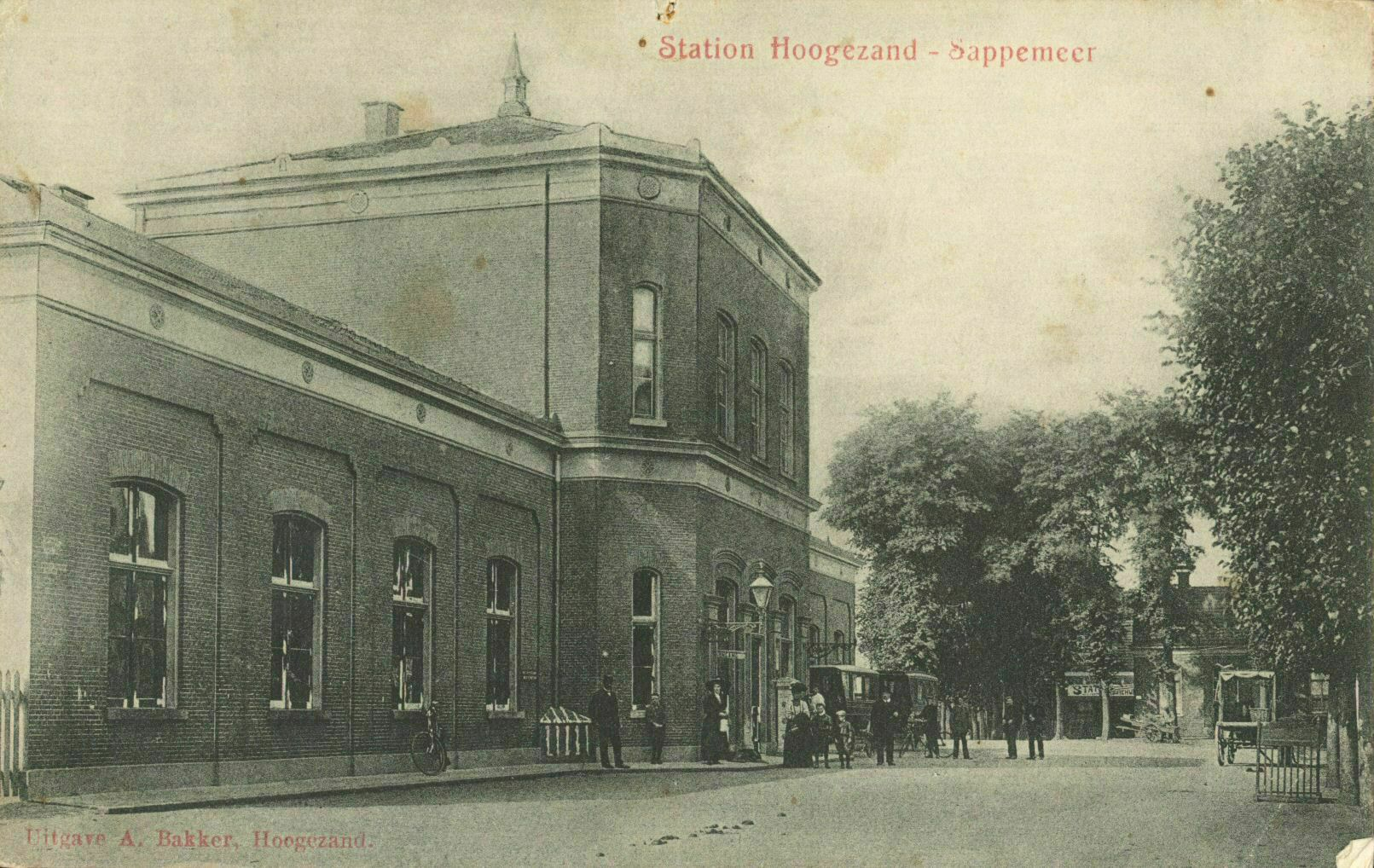
Het station aan het begin van de twintigste eeuw
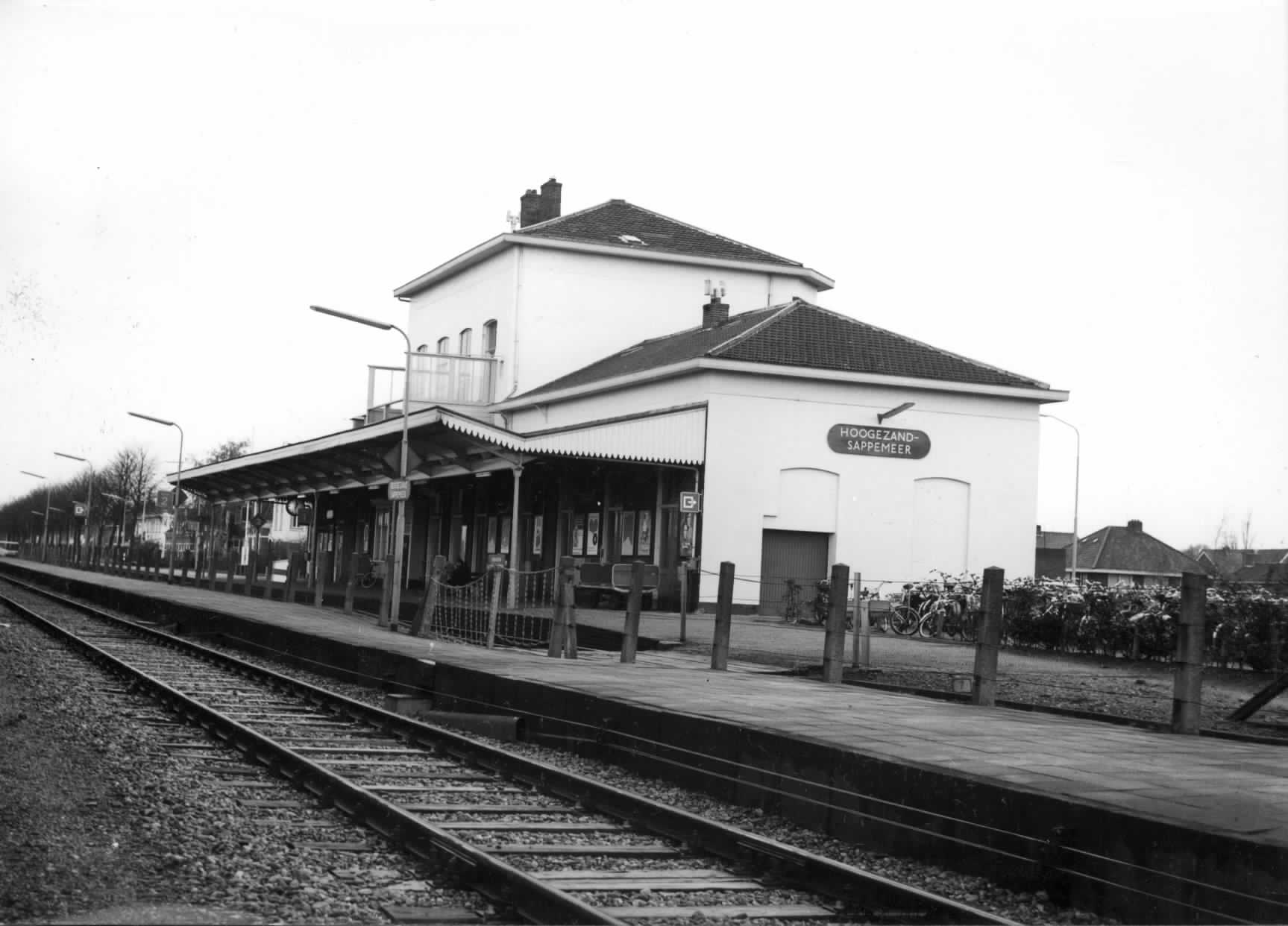
Station in 1970
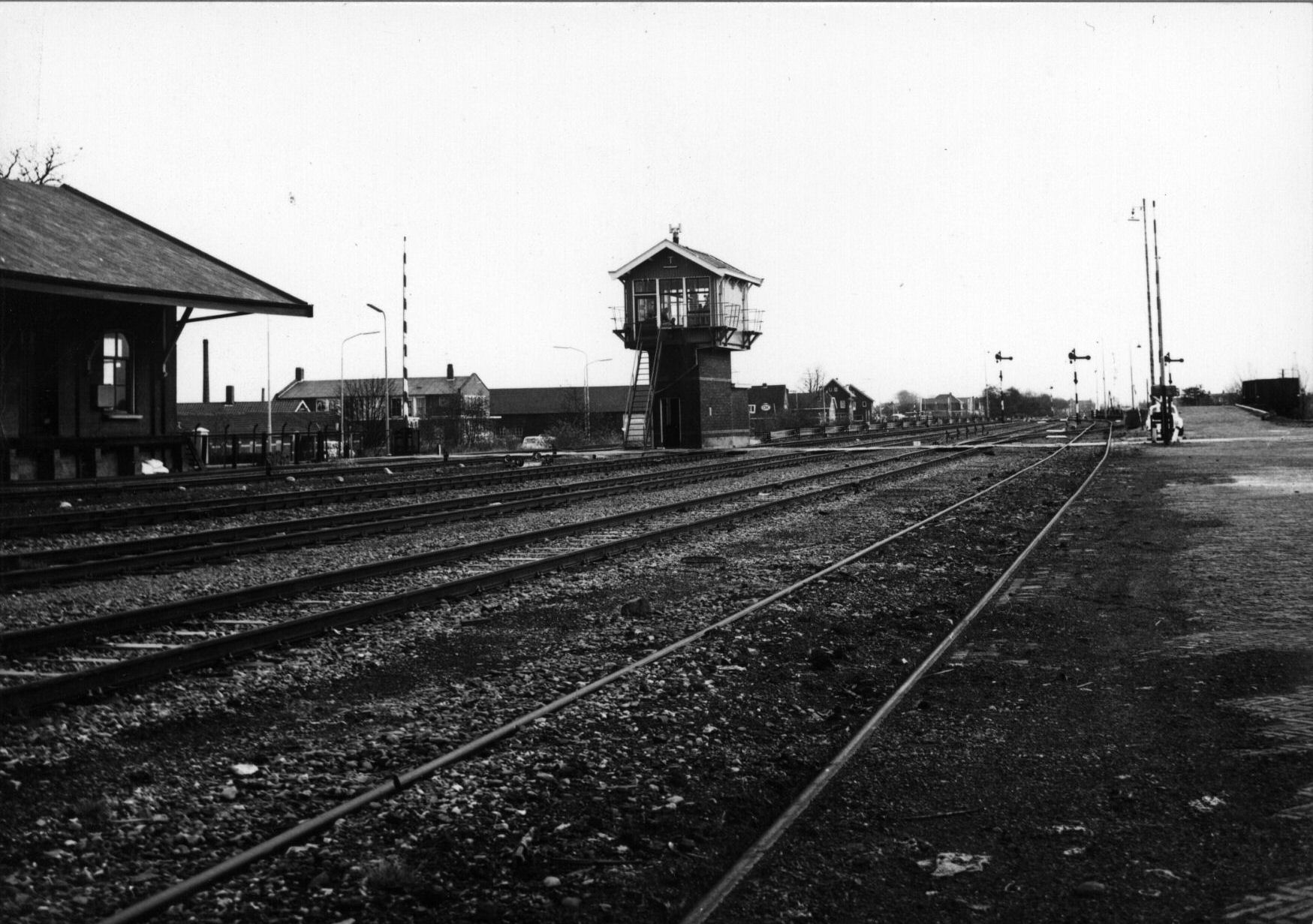
Het seinhuis (1970)
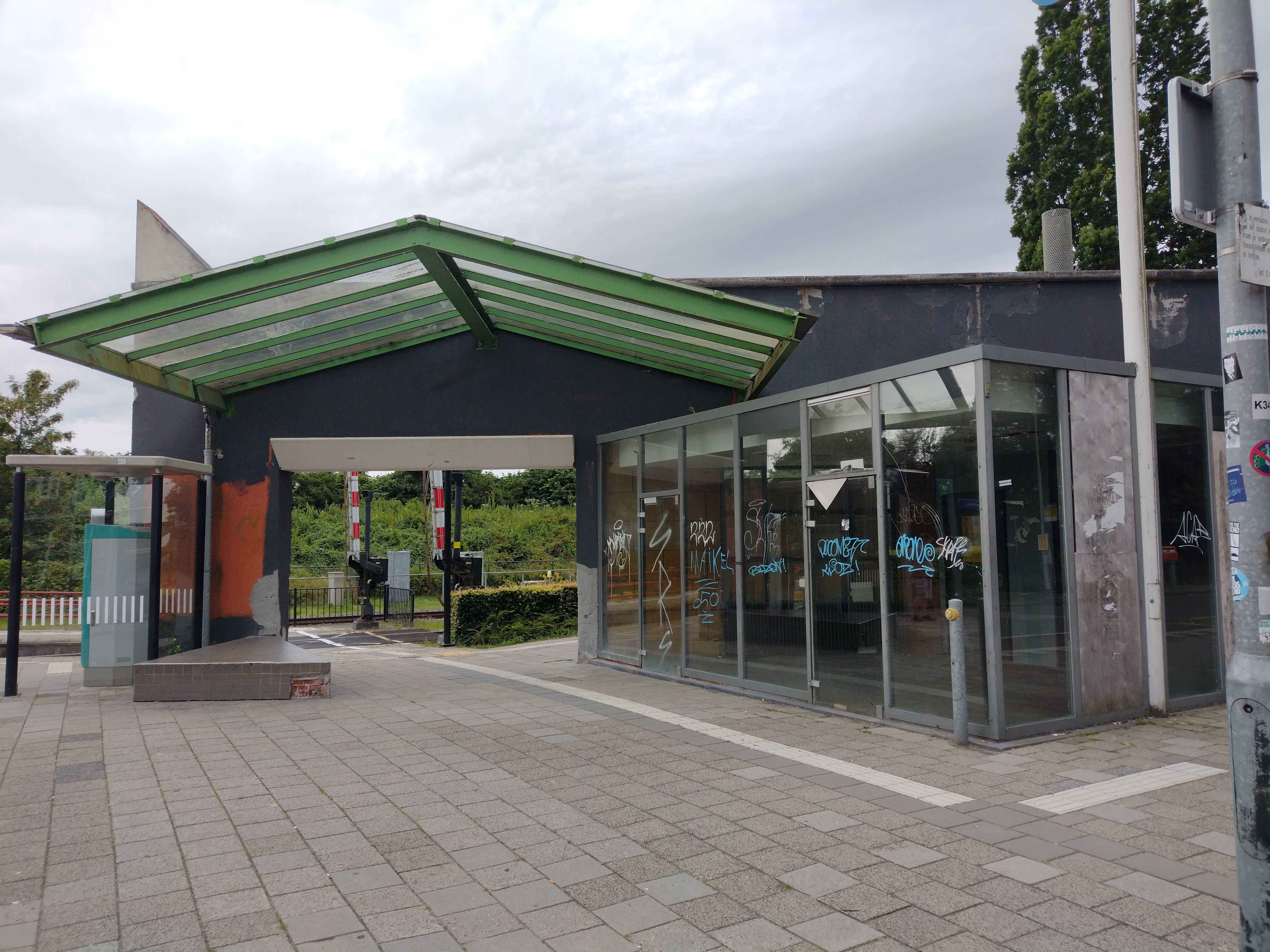
Het stationsgebouw in 2024
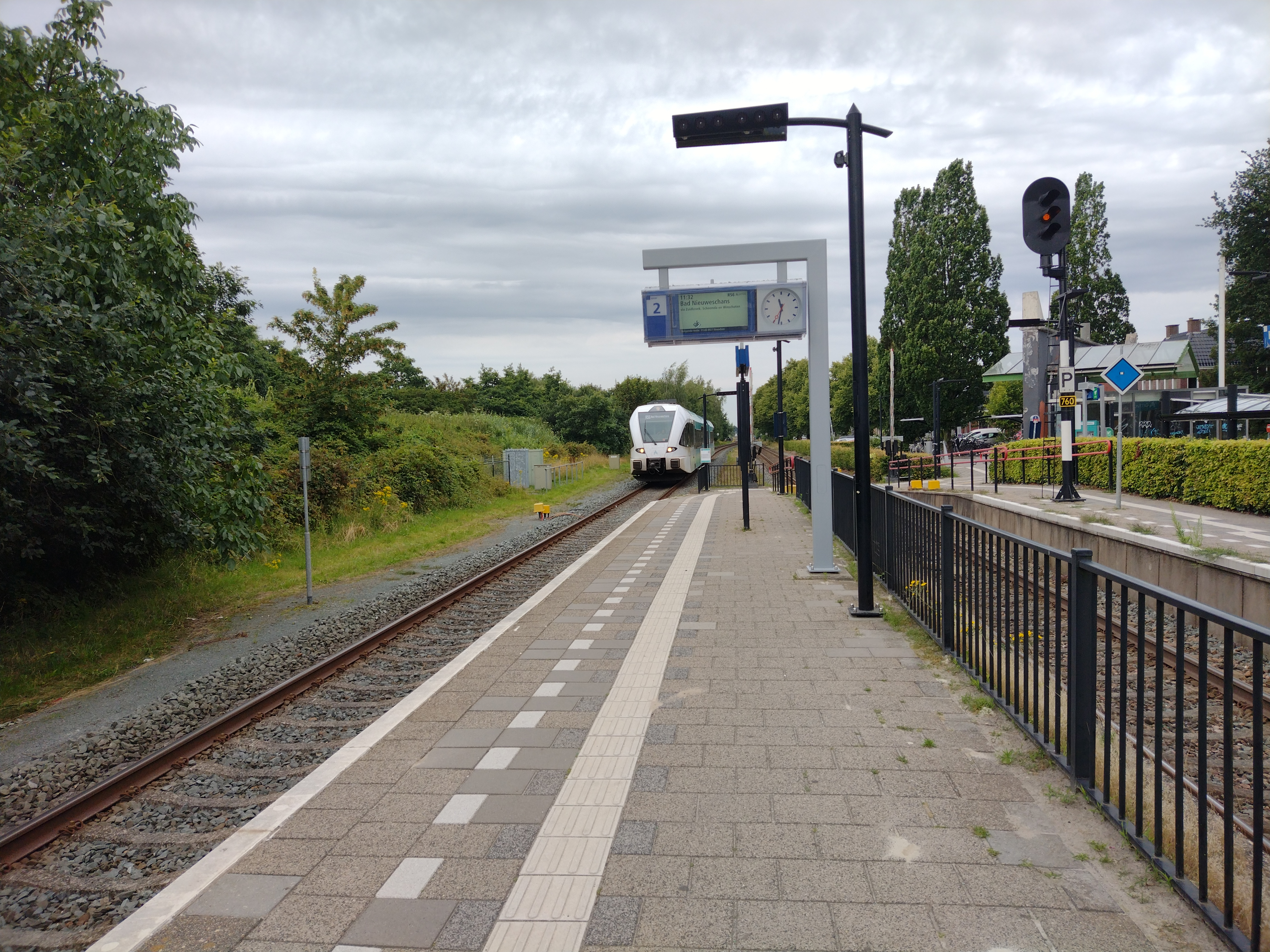
Arriva GTW komt aan op het station